# Pablo Centurión
Pablo Centurión foi um futebolista paraguaio que atuava como goleiro.

## Carreira
Pablo Centurión fez parte do elenco da Seleção Paraguaia de Futebol, na Copa do Mundo de 1950 no Brasil.